# Jeroen Delmee
Jeroen Maria Petrus Delmee (nacido el 8 de marzo de 1973 en Boxtel) es un exjugador y entrenador de hockey sobre hierba neerlandés. Desde el año 1996 hasta 2008 participó en 4 Juegos Olímpicos,  consiguiendo un total de tres medallas olímpicas, dos de ellas de oro. Con 401 internacionalidades, es el segundo jugador que más veces ha vestido la camiseta de los Países Bajos. 
Fue segundo entrenador de la selección femenina se los Países Bajos y la selección masculina de Bélgica. Desde 2021 dirige a la selección masculina de hockey sobre hierba de los Países Bajos.